# Jodia fulvago
Jodia fulvago là một loài bướm đêm trong họ Noctuidae.